# أولاد رياح
أولاد رياح إحدى بلديات دائرة الحناية بولاية تلمسان الجزائرية.

## التسمية
المرجح ان أول سكان المنطقة هاجرو من معسكر تحديدا ما منطقة اولاد رياح المعروفة بالمحرقة المشهورة أيام مقاومة الأمير عبد القادر

## الاقتصاد والهياكل القاعدية
تتميز بلدية أولاد رياح بنشاط فلاحي عموما كزراعة بعض المحاصيل الزراعية كالقمح بنوعيه والشعير وبعض البقول الجافة. وتشتهر بنوعية جيدة ومشهورة من محاصيل البازلاء (الجلبانة). إضافة إلى تربية بعض أنواع الحيوانات الرعوية كالغنم والماعز والأبقار.